# Queen Elizabeth Prize for Engineering
Le Queen Elizabeth Prize for Engineering (Prix de la Reine Elizabeth pour les sciences de l’ingénieur,) est une distinction créée en 2013 qui récompense des individus (ou des équipes de trois personnes maximum) dont l'innovation en ingénierie a profité à l'humanité.
Cette distinction se veut l'équivalent du prix Nobel dans le domaine de l'ingénierie. Ses lauréats reçoivent un million de livres sterling.

## Récipiendaires

### 2013
Les cinq premiers lauréats du prix furent Marc Andreessen, Tim Berners-Lee, Vinton Cerf, Robert Elliot Kahn et Louis Pouzin pour leurs contributions à la création d'Internet et du World Wide Web

### 2015
Robert Langer pour ses avancées révolutionnaires et son leadership en ingénierie en chimie et en médecine.

### 2017
Les lauréats de l'édition 2017 sont :
- George E. Smith (États-Unis) pour son invention du Dispositif à transfert de charges
- Michael Tompsett (en) (Royaume uni) pour le développement du capteur d'image CCD, y compris l'invention du circuit d'imagerie à semi-conducteur et du convertisseur analogique-numérique
- Nobukazu Teranishi (en) (Japon) pour l'invention de la Diode PIN Photodiode
- Eric Fossum (en) (États-Unis) pour le développement du Active pixel sensor (en)

### 2019
Les lauréats de l'édition 2019 sont :
- Bradford Parkinson (États-Unis) pour la conception et les tests de composants clés du GPS.
- James Spilker (en) (États-Unis) pour le développement d'un signal civil de GPS en bande L en utilisant CDMA (en).
- Hugo Fruehauf (de) (États-Unis) pour son rôle dans la création d'une miniaturisation très précise d'une horloge atomique en utilisant un oscillateur Rubidium.
- Richard Schwartz (États-Unis) pour avoir dirigé et développé les GPS satellite blocks (en), hautement robuste et de longues durées.

### 2021
- Nick Holonyak Jr., Isamu Akasaki, M. George Craford, Shuji Nakamura, Russel D. Dupuis pour avoir contribué au développement des diodes électroluminescentes[7]

### 2022
- Masato Sagawa pour la découverte, le développement et la commercialisation de l'aimant au néodyme, l'aimant permanent le plus puissant disponibles sur le marché[8].